# Choroszcz
Choroszcz (udtale: [ˈxɔrɔʂt͡ʂ])  er en by  i den centrale del af voivodskabet Podlaskie i det nordøstlige Polen,  med   5.961(2021)  indbyggere og et areal på 16,79  km².  Den  er en del af  powiatet (amt) Białystok.
Barokpaladset i Choroszcz var sommerresidensen for den adelige Branicki-familie og er nu en del af museet for polsk interiør. 

## Historie
Choroszcz blev tildelt byrettigheder af kong Sigismund 1. af Polen i 1507. Det var en privat by, administrativt beliggende i Podlaskie Voivodeship i Kongeriget Polens krone. Jan Klemens Branicki opførte et barokpalads, som fungerede som sommerresidens for familien Branicki. Efter Polens tredje deling, i 1795, blev det annekteret af Kongeriget Preussen. I 1807 overgik den til den russiske del af Polen. Choroszcz var et af stederne for russiske henrettelser af polske oprørere under Januaropstanden (1863). Henrettelsesstederne er nu markeret med mindesmærker. Efter 1. verdenskrig genvandt Polen uafhængighed og kontrol over byen.